# Guillaume Loriot
Pour les articles homonymes, voir Loriot.
Guillaume Loriot, né le 21 mai 1986 au Mans, est un footballeur français qui évolue au poste de milieu de terrain.

## Biographie
Il inscrit son premier but en professionnel de la tête lors des 32e de finale de la Coupe de France de football contre Pluvigner (club évoluant en DSR).
Il porte le brassard de capitaine du MUC 72 pour la première fois de sa jeune carrière contre Bordeaux. À la fin de la saison 2009/2010, Guillaume Loriot prolonge de trois ans au MUC 72, mais après des semaines d’attente et de négociations, la DNCG refuse d’homologuer son contrat, son salaire étant jugé incompatible avec les restrictions budgétaires imposées au club sarthois. 
Il signe en septembre 2010 avec le Valenciennes FC. Son passage dans ce club ne s'avère pas une réussite, la faute à de fréquentes blessures. Le 26 janvier 2012 Valenciennes libère le joueur qui s'engage pour 18 mois à Boulogne-sur-Mer.
En fin de contrat il s'engage alors durant le mercato estival 2013 avec l'Étoile Football Club Fréjus Saint-Raphaël.
Le 10 juin 2014, il s'engage en faveur de l'US Orléans, promu en Ligue 2. Après un excellent début de saison Guillaume Loriot serait convoité par  nombreux clubs dont Angers et Nancy en Ligue 2 et Metz en Ligue 1. Au mois de juin 2015, il s'engage en faveur de l'US Créteil-Lusitanos.

## Statistiques
| Saison                | Club                     | Championnat           | Championnat | Championnat | Coupe nationale | Coupe nationale | Coupe de la Ligue | Coupe de la Ligue | Total | Total |
| Saison                | Club                     | Division              | M.          | B.          | M.              | B.              | M.                | B.                | M.    | B.    |
| 2005-2006             | Le Mans UC 72            | Ligue 1               | 7           | 0           | 1               | 0               | 1                 | 0                 | 9     | 0     |
| 2006-2007             | Le Mans UC 72            | Ligue 1               | 6           | 0           | 1               | 1               | 1                 | 0                 | 8     | 1     |
| 2007-2008             | Le Mans UC 72            | Ligue 1               | 13          | 0           | 1               | 0               | 2                 | 0                 | 16    | 0     |
| 2009-2010             | Le Mans UC 72            | Ligue 1               | 21          | 0           | 1               | 0               | 2                 | 0                 | 24    | 0     |
| Sous-total            | Sous-total               | Sous-total            | 47          | 0           | 4               | 1               | 6                 | 0                 | 57    | 1     |
| 2008-2009             | Clermont Foot (prêt)     | Ligue 2               | 28          | 1           | 3               | 0               | 1                 | 0                 | 32    | 1     |
| 2010-2011             | Valenciennes FC          | Ligue 1               | 4           | 0           | 1               | 0               | 3                 | 0                 | 8     | 0     |
| 2011-2012             | Valenciennes FC          | Ligue 1               | 3           | 0           | 1               | 0               | -                 | -                 | 4     | 0     |
| Sous-total            | Sous-total               | Sous-total            | 7           | 0           | 2               | 0               | 3                 | 0                 | 12    | 0     |
| 2011-2012             | US Boulogne              | Ligue 2               | 12          | 0           | -               | -               | -                 | -                 | 12    | 0     |
| 2012-2013             | US Boulogne              | National              | 29          | 2           | 3               | 0               | 1                 | 0                 | 33    | 2     |
| Sous-total            | Sous-total               | Sous-total            | 41          | 2           | 3               | 0               | 1                 | 0                 | 45    | 2     |
| 2013-2014             | ÉFC Fréjus Saint-Raphaël | National              | 17          | 3           | -               | -               | -                 | -                 | 17    | 3     |
| 2014-2015             | US Orléans               | Ligue 2               | 29          | 2           | 1               | 0               | -                 | -                 | 30    | 2     |
| 2015-2016             | US Créteil-Lusitanos     | Ligue 2               | 11          | 1           | 1               | 0               | -                 | -                 | 12    | 1     |
| 2016-2017             | US Créteil-Lusitanos     | National              | 17          | 0           | 2               | 0               | -                 | -                 | 19    | 0     |
| Sous-total            | Sous-total               | Sous-total            | 28          | 1           | 3               | 0               | -                 | -                 | 31    | 1     |
| 2017-2018             | FC Chambly Oise          | National              | 7           | 0           | 3               | 0               | -                 | -                 | 10    | 0     |
| Total sur la carrière | Total sur la carrière    | Total sur la carrière | 204         | 9           | 19              | 1               | 11                | 0                 | 234   | 10    |

## Palmarès
- Vainqueur de la Coupe Gambardella en 2004 avec Le Mans